# Michael Polth
Michael Polth (* 1962) ist deutscher Musiktheoretiker und Hochschullehrer.

## Leben und Wirken
Michael Polth studierte Musikwissenschaft, Philosophie und klassische Philologie in Bonn und Berlin (TU) sowie Musiktheorie in Berlin (Universität der Künste Berlin, vormals Hochschule der Künste Berlin) und wurde 1997 mit einer Arbeit über Sinfonieexpositionen des 18. Jahrhunderts promoviert.
Polth ist seit 2002 Professor für Musiktheorie an der Staatlichen Hochschule für Musik und Darstellende Kunst Mannheim.
Er hat zahlreiche Veröffentlichungen vor allem zu Fragen der Musiktheorie vorgelegt. Von 2000 bis 2004 war er Präsident der Gesellschaft für Musiktheorie (GMTH). 2008–2015 war er Mitherausgeber der Zeitschrift der Gesellschaft für Musiktheorie (ZGMTH).